# Литоринхи
Литори́нхи, остромордые ужи, или шилоносые ужи (лат. Lytorhynchus) — род змей семейства ужеобразных.
Длина тела до 50 см. Распространены в Северной Африке, в Азии от Аравийского полуострова на западе до Пакистана на востоке. На территории бывшего СССР, в южной части Средней Азии, обитает один вид этого рода — афганский литоринх.

## Виды
Род включает 7 видов:
- Lytorhynchus diadema — венценосный литоринх
- Lytorhynchus gaddi — остроносый уж Никольского
- Lytorhynchus gasperetti
- Lytorhynchus kennedyi — литоринх Кеннеди
- Lytorhynchus maynardi — литоринх Майнарда
- Lytorhynchus paradoxus — китайский шилоголовый уж[4]
- Lytorhynchus ridgewayi — афганский литоринх